# David Cortés Caballero
David Cortés Caballero (født 29. august 1979) er en spansk tidligere professionel fodboldspiller, der tidligere har repræsenteret spanske klubber som RCD Mallorca, Getafe CF, Hércules CF, Granada CF og Real Zaragoza.
Han skiftede den 14. september 2014 til AGF, Men indstillede sin karriere efter en enkelt sæson i klubben.